# آندرو لاوري
آندرو لاوري (بالإنجليزية: Andrew Lowery)‏ هو كاتب سيناريو ومنتج أفلام وممثل أمريكي، ولد في 4 يناير 1970 في الولايات المتحدة.

## أعمال

### أفلام
- (1992) بافي قاتلة مصاصي الدماء

## وصلات خارجية
- آندرو لاوري على موقع IMDb (الإنجليزية)
- آندرو لاوري على موقع ألو سيني (الفرنسية)
- آندرو لاوري على موقع أول موفي (الإنجليزية)
- آندرو لاوري على موقع قاعدة بيانات الأفلام السويدية (السويدية)
- آندرو لاوري على موقع قاعدة بيانات الفيلم (الإنجليزية)
- آندرو لاوري على موقع كينوبويسك (الروسية)